# Velle-le-Châtel
Velle-le-Châtel är en kommun i departementet Haute-Saône i regionen Bourgogne-Franche-Comté i östra Frankrike. Kommunen ligger i kantonen Scey-sur-Saône-et-Saint-Albin som tillhör arrondissementet Vesoul. År 2022 hade Velle-le-Châtel 127 invånare.

## Befolkningsutveckling
Antalet invånare i kommunen Velle-le-Châtel
| Referens: INSEE |